# Dood aan Rigoberta Menchu

De ligging van Guatemala in Centraal-Amerika.

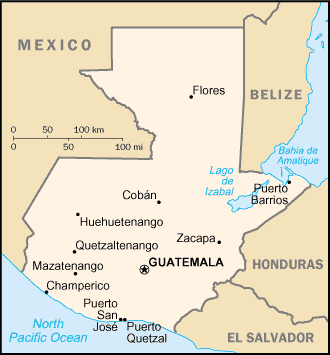
Een overzichtskaart van Guatemala.

Dood aan Rigoberta Menchu is een spionageroman van auteur Gérard de Villiers en is het 110e deel uit de S.A.S.-reeks met als protagonist de Oostenrijkse prins en freelance CIA-agent Malko Linge.

## Het verhaal
Malko wordt door de CIA naar Guatemala gezonden om contact te leggen met een plaatselijke stringer van de CIA.
Zij heeft verontrustende informatie over Rigoberta Menchú, een Guatemalteeks mensenrechtenactiviste en winnaar van de Nobelprijs voor de Vrede in 1992. De stringer Mercedes Pineta vertelt Malko dat het regime, hierbij gesteund door de oligarchen, een aanslag voorbereidt op Menchú als zij binnenkort haar vaderland bezoekt na jaren in ballingschap in het buitenland te hebben vertoefd.
Vlak na hun eerste ontmoeting wordt Pineta bruut vermoord. Aan Malko de taak de moordaanslag te verhinderen.

## Personages
- Malko Linge, een Oostenrijkse prins en CIA-agent;
- Mercedes Pineta, een stringer van de CIA in Guatemala;
- Generaal Guzman, een generaal in het Guatemalteekse leger;